# Horacio Nava
Horacio Nava Reza (Chihuahua, 20 de enero de 1982) es un marchista  mexicano que compite luego de una cirugía de corazón.
Fue subcampeón de la Copa del Mundo de Atletismo 2010, celebrada en la ciudad de Chihuahua, México. Suma cuatro medallas en Juegos Panamericanos.
En los Juegos Panamericanos de Rio 2007 ganó la presea de plata. Lideró la competencia hasta los finales cuando el ecuatoriano Xavier Moreno lo rebasó luego de hacer equipo con uno de sus compatriotas que llevaba una vuelta rezagado.
En los Panamericanos de Guadalajara 2011 ganó oro. En esta competencia dio una muestra de inteligencia al quedarse detrás de manera intencional para en la segunda parte de la prueba rematar y conquistar la presea dorada. En los Panamericanos de Toronto 2015 se recuperó de un golpe de calor y se adjudicó la medalla de bronce y en los de Lima 2019 fue segundo. Iba en la disputa del primer lugar cuando alrededor del kilómetro 42 le sacaron una segunda amonestación, algo extraño en uno de los marchistas de mejor técnica en e continente. Eso lo obligó a bajar el paso y le imposibilitó disputarle el oro al ecuatoriano Claudio Villanueva.
Fue sexto en los Juegos Olímpicos de Pekín 2008 con 3h:45:21. Su mejor tiempo es 3h:42:51 implantado el 7 de junio de 2014 en Cheboksary, Rusia, en el Campeonato Nacional Ruso en el que ganó medalla de plata. Con ese registro hubiera ganado medalla de bronce en la Copa Mundial de Taicang, pero los federativos lo dejaron fuera de la selección que compitió incompleta.
En 20 kilómetros posee una mejor marca de 1h 20:56 en Alemania el 22 de mayo del 2016. En esa misma prueba implantó su mejor marca en 10 kilómetros de ruta, 40:25 minutos. En 2010 ganó los 50 kilómetros en los XXI Juegos Centroamericanos y del Caribe de Mayagüez en condiciones de calor extremo y en el 2014 conquistó el oro en los de Veracruz, en la distancia de 20 kilómetros. Muchos especialistas lo consideraron merecedor del Premio Nacional del Deporte en México ese año, por su medalla de plata en la Copa Mundial, pero su nombre no apareció siquiera en los candidatos. El 11 de agosto de 2012 terminó en el decimosexto lugar en la prueba de marcha de 50 kilómetros de los Juegos Olímpicos de Londres 2012, con un tiempo de 3:46:59. Había competido lesionado de la ingle como consecuencia de un esfuerzo para lograr la forma deportiva en un selectivo local luego de que la Federación Mexicana de Atletismo no aceptó darle el boleto directo tras ganar los Juegos Panamericanos de Guadalajara y mostrar un nivel superior al resto de los marchistas del país.
Nava se entrena en Chihuahua, norte de México y es un caso singular de atleta porque camina 50 kilómetros con una cirugía en el corazón que le hicieron en el 2005 después de terminar en el noveno lugar del Campeonato Mundial de Atletismo de Helsinki.
En los Juegos Olímpicos de Tokio 2020 obtuvo el lugar 44 en la prueba de 50 kilómetros de marcha, con un tiempo de 4:19:00.